# Dietmar Chodura
Dietmar Chodura (* 1972 in Linz) ist ein österreichischer Pädagoge und Schulbuchautor.
Chodura wurde 2007 an der Universität Salzburg promoviert. Seine Unterrichtstätigkeit erstreckt sich u. a. auf die Polytechnische Schule in Perg, wo er Schüler im letzten Schuljahr unterrichtet, die Pädagogische Hochschule Oberösterreich und die Kirchliche Pädagogische Hochschule Wien/Krems, wo er in der Lehrerausbildung tätig ist. Des Weiteren ist er Bundes-Fachvorstand für Informationstechnologie und Mechatronik.

## Publikationen
- Elektrotechnik – Technisches Seminar, Fachkunde, Trauner Linz 2011 (1. Auflage), ISBN 978-3-85499-793-1
- Metall – Technisches Seminar, Fachkunde, Trauner, Linz 2011 (5. Auflage), weitere Autoren Christian Hofstätter, Petra Osterer, ISBN 978-3-85499-792-4
- Angewandte Informatik (5. Auflage), weitere Autoren Thomas Wimmer, Petra Osterer, Trauner, Linz, ISBN 978-3-85499-700-9

## Auszeichnungen
- Teacher’s Award 2012[4] der Industriellenvereinigung für die Sekundarstufe II, verliehen durch die Bundesministerin Claudia Schmied
- Sparkling Science Award 2009[5] des Bundesministeriums für Wissenschaft und Forschung für das Projekt „Ein perfekter Mord?“[6]
- Dreimaliger Hauptpreisträger des österreichischen Projektwettbewerbes Chemie des VCÖ und der FCIO[7]